# トラマドール

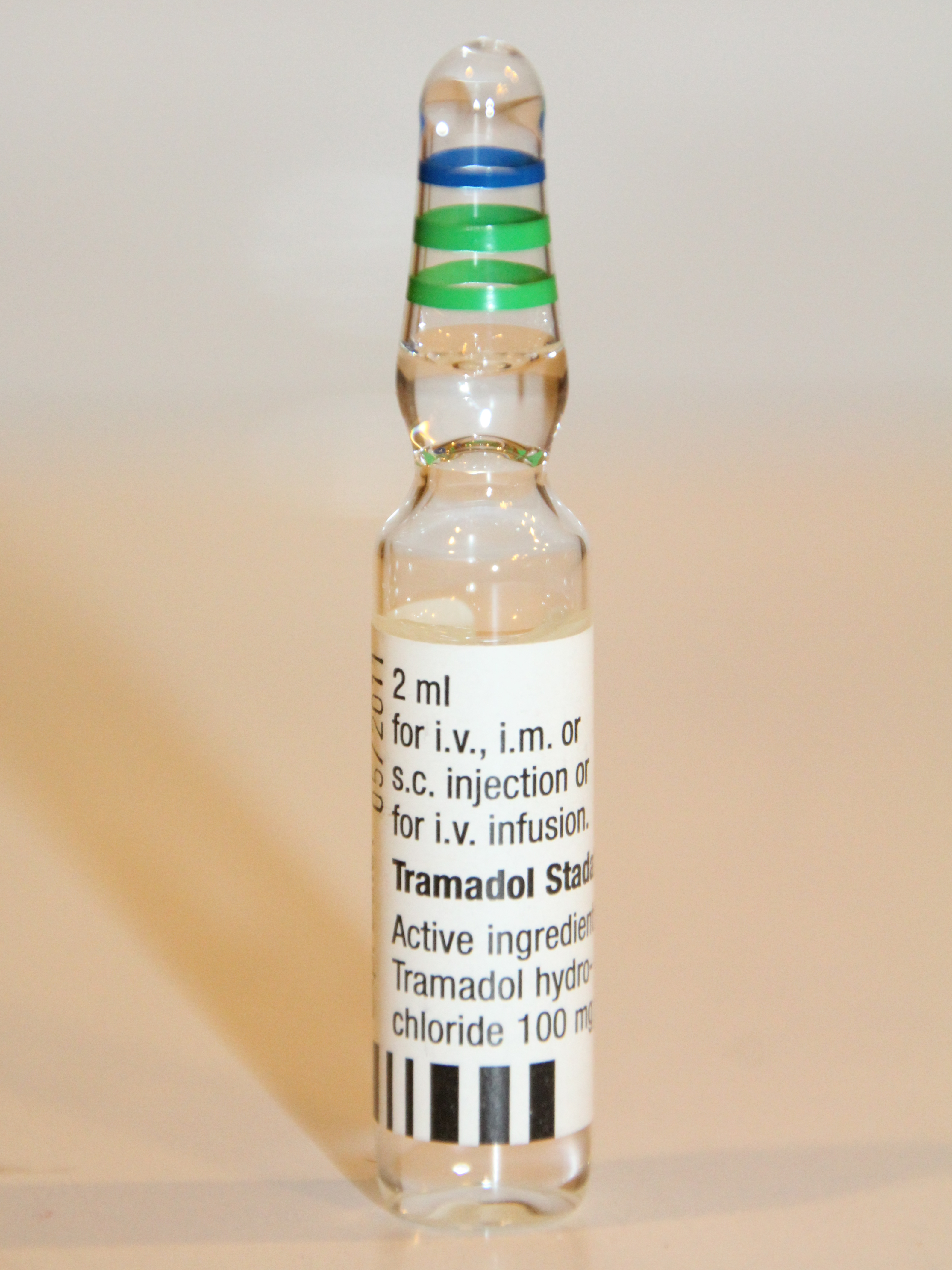
Tramadol HCl

トラマドール（tramadol）は、オピオイド系の鎮痛剤の1つである。弱オピオイドに分類される。トラマドールには主な2つの機序があり、μオピオイド受容体の部分的なアゴニストとしての作用と、セロトニン・ノルアドレナリンの再取り込み阻害作用とを併せ持つ。
モルヒネの10分の1の鎮痛効力があるとされ、これと比較すると比較的安全で乱用性は低いとみなされているが、それでも薬物乱用や身体依存は起こりうるし、通常の治療用量でまれに起こる副作用はオピオイド鎮痛薬に共通した、抑うつ、昏睡、頻脈、呼吸停止といったものである。致命的な中毒は過剰投与や他の薬剤やアルコールとの併用に関連する。現在は経口薬・坐薬・静注・皮下注・筋注・徐放剤・合剤など、幅広い方法で使用できる。
肝臓で主としてCYP2D6により代謝されるが、CYP3A4による代謝やグルクロン酸抱合も受ける。日本の劇薬である。アメリカでは2014年より、規制物質法におけるスケジュールIVに指定されており各国でも様々な規制がある。

## 診療ガイドライン
弱オピオイドに位置づけされる鎮痛薬である。モルヒネなどの強オピオイド鎮痛薬に変更する場合には、トラマドールの定時投与量の1/5用量がモルヒネの初回投与量の目安となる。
2010年の欧州神経学会のEFNSの神経障害性疼痛薬物治療ガイドラインでは、トラマドールは有痛性多発性神経障害（糖尿病性神経障害、抗がん剤による末梢神経障害など）ではエビデンスレベルA、帯状疱疹後神経痛ではレベルBで推奨されており、治療においても第2選択となっている。
非がん性の慢性疼痛では3か月以上使用するためのエビデンスはほとんどない

### 処方例
トラマール3錠（分3）＋メトクロプラミドもしくはドンペリドン3錠（分3）で開始する。
満足する鎮痛効果が得られるまで数日おきに1.3～1.5倍ずつ増量する。
おおむね6～8時間おきに服薬する。
例1：‌3錠（分3）→4錠（分4）→6錠（2,1,1,2）→8錠（2,2,2,2）→12錠（3,3,3,3）……→16錠（400mg／日）が最大用量である

## 歴史
1962年に、西ドイツのグリューネンタール社の化学者Kurt Flickが合成に成功した。1977年には、西ドイツで中枢性の経口鎮痛剤として販売開始される。1994年にアメリカ合衆国で経口薬が発売され、1995年にイギリスでも発売された。後に広く流通し、世界100ヶ国以上で販売されるようになる。
2008年、アメリカ合衆国のLabopharm社がデュアル・マトリックス・デリバリー・システムを応用し、速放部分と徐放部分を併せ持つ製剤を開発、アメリカ食品医薬品局(FDA)は2008年12月31日付けで製造・販売を承認した。
1966年に、日本の興和から「クリスピンコーワ注1号」の名称で導入・開発が始まる。1978年3月10日に販売を開始した。日本では2003年にはがん性・術後の鎮痛薬として承認された。2010年7月に、軽度から中等度の疼痛を伴う各種癌における鎮痛が承認され、また経口薬「トラマールカプセル」が発売された。2011年4月「トラムセット」（トラマドール・アセトアミノフェンの合剤）が製造承認され、適応は非オピオイド鎮痛薬によって治療困難な非癌性慢性疼痛、抜歯後疼痛となった。2015年6月、持続性がん疼痛・慢性疼痛治療薬としての徐放製剤（商品名　ワントラム錠100mg）が発売された。
2013年には、天然から初めて、アフリカ原産のアカネ科の薬用植物 Nauclea latifolia の根の皮からラセミ体として発見されたと報告された。しかしこれは、後の研究でトラマドールを過剰投与された家畜の排泄物を植物が吸収したものであったことが明らかになった。

## 臨床への応用
ヨーロッパの緩和ケアセンターでは使用頻度の高いオピオイド系鎮痛薬の1つである。
臨床においては、癌性疼痛や術後痛などの軽～中程度の疼痛の緩和を目的に、経口・注射薬の形で使用される。変形性関節症の患者には、NSAIDやCOX-2阻害剤等と併用して症状の軽減にあたる。呼吸抑制作用や便秘・嘔吐などの副作用が少ないとされ、消化管運動抑制作用やオッディ括約筋の収縮作用も弱いので、消化管のがん患者の使用に適している。
2020年11月に実施された日経メディカル Onlineの医師会員を対象に、速放性オピオイドのうち最も処方頻度の高いものを聞いた第4回調査で、31.5％の医師がトラマドール錠（商品名：トラマール）と回答、オキシコドン散を抜いて首位になった。

## 作用機序

M1（O-デスメチルトラマゾール）の構造式。

オピオイド受容体に直接作用するほか、セロトニン・ノルアドレナリンの再取り込みを阻害することで、下行性疼痛抑制系を賦活し、神経因性疼痛への鎮痛効果を発揮する特異なオピオイドである。μ受容体に対しては中等度の親和性を持つが、κ、δ受容体にはほとんど親和性を持たない。μ受容体に対する親和性は、コデインの1/10、モルヒネの1/6000となっている。

## 薬物動態学
日本ではトラマドールは錠剤、口腔内崩壊錠、注射剤、アセトアミノフェンとの配合錠（トラムセット配合錠）で使用される。健康成人男性にトラマドールを単回経口投与したとき、投与量にかかわらず、トラマドール（±）-TRAMは速やかに吸収され、（±）-TRAMの血漿中濃度はそれぞれ投与後約1～2時間および約1時間に最高血中濃度に達した後、約5～5.5時間および約3時間の半減期で低下する。トラマドールの薬物動態は用量比例性を示す。また（±）-TRAMは、速やかに活性代謝物O-脱メチルトラマドール（±）-M1に代謝され、（±）-M1の血漿中濃度は、投与後約2時間に最高血中濃度に達した後、約6.5時間の半減期で低下。血漿中（±）-TRAMおよび（±）-M1の各鏡像異性体の（＋）-体および（－）-体の血漿中濃度推移および薬物動態パラメータはおよそ類似する。
トラマドールは主に肝臓でCYP2D6により活性代謝物（±）-M1に代謝される。この活性代謝物はμ受容体に対する親和性が約200倍強くなっているため、弱-中程度のがん性疼痛コントロールにも適用できるとされる。その他の主な代謝経路は、肝臓でのCYP3A4によるN-脱メチル化、グルクロン酸抱合および硫酸抱合である。半減時間は5–7時間となっているが、肝機能や腎機能が低下している患者では、半減期がおよそ2.5倍まで増加する。活性代謝物の「mono-O-demethyl-tramadol：（M1、M2、M3、M4、M5）」は尿とともに排泄される。代謝物は以下を参照。
トラマドール塩酸塩（±）
ノルアドレナリンとセロトニンの再取り込み阻害作用を有し、μ受容体を介した鎮痛作用はほとんど示さない。
（＋)-トラマドール塩酸塩
セロトニンの再取り込み阻害作用を最も強く有する。
（－)-トラマドール塩酸塩
ノルアドレナリンの再取り込み阻害作用を最も強く有する。
M1塩酸塩
μ受容体に対する親和性が高く、δ受容体に対してもある程度作用を示す。
（＋)-M1塩酸塩
μ受容体に対する親和性が高く、δ受容体に対してもある程度作用を示す。
（－)-M1塩酸塩
トラマドール程度のノルアドレナリンの取り込み阻害作用を有する。

## 副作用
通常の治療用量でまれに起こる副作用はオピオイド鎮痛薬に共通した、乱用、身体依存、抑うつ、昏睡、頻脈、心血管虚脱、発作、特に呼吸機能が低下した者では呼吸停止といったものである。致命的な中毒は過剰投与や他の薬剤やアルコールとの併用に関連する。
他の副作用には、便秘・悪心・眠気・頭痛・倦怠感など、オピオイド系の副作用との違いは少ない。しかし、セロトニンとノルアドレナリンの再取り込み阻害の作用もあるため、副作用がさらに強化される可能性を伴っている。特に頻繁に遭遇するものは以下の通りである。
- 胃腸障害（悪心、嘔吐、便秘、消化不良）
- 心臓障害（動悸、頻脈、高血圧、低血圧）
- 神経系障害（傾眠、浮動性めまい、頭痛、多幸感）
- 腎および尿路障害（排尿困難、アルブミン尿）
- 皮膚および皮下組織障害（そう痒、発疹、多汗）

人によって副作用の幅が大きく、使用しても副作用がまったく出ない場合もある一方、使用後に強い吐き気や倦怠感、不整脈などの循環器の副作用が出る場合もある。
モルヒネ等の強オピオイドに変更する際に、副作用の程度の観察から大まかな投与量の試算を割り出そうとする場合、セロトニンとノルアドレナリンの再取り込み阻害作用が存在すること、オピオイド受容体を介しての鎮痛作用よりもSNRIの様な下降性疼痛抑制系の鎮痛作用が長く作用することを考慮する必要がある。

## 禁忌
トラマドールの禁忌は以下の通りである。

### 絶対禁忌
- アルコール、睡眠剤、鎮痛剤、オピオイド鎮痛剤または向精神薬による急性中毒患者。
- モノアミン酸化酵素阻害薬を投与中の患者、または投与中止後14日以内の患者。
- 治療により充分な管理がされていないてんかん患者。
- 消化性潰瘍のある患者。
- 重篤な血液の異常、肝障害、腎障害、心機能不全のある患者。
- トラマドールに対し過敏症の既往歴のある患者。

### 慎重投与
- オピオイド鎮痛剤を投与中の患者。
- 薬物の乱用または薬物依存傾向のある患者。
- 絶食・低栄養状態・摂食障害等によるグルタチオン欠乏、脱水症状のある患者。
- てんかん等の痙攣性疾患またはこれらの既往歴のある患者、あるいは痙攣発作の危険因子（頭部外傷、代謝異常、アルコールまたは薬物の離脱症状、中枢性感染症等）を有する患者。

日本では、重篤な呼吸抑制・頭部傷害や脳の病変などで意識混濁の恐れがある場合や、過敏症等の症状がある患者には基本的に原則禁止となっている。なお、肝障害・モルヒネの反復投与・痙攣・胆道疾患などのある患者には慎重投与となっている。

### 併用禁忌
- モノアミン酸化酵素阻害剤（MAO阻害剤）
- セレギリン塩酸塩
- ラサギリンメシル酸塩(アジレクト）[13]

### 併用注意
- オピオイド鎮痛剤、中枢神経抑制剤（フェノチアジン系薬剤、催眠鎮静剤等）
- 三環系抗うつ薬、セロトニン作用薬（選択的セロトニン再取り込み阻害薬（SSRI）等）

イミプラミンなどの主要な抗うつ薬と比較すると、約2桁弱いがセロトニン・ノルアドレナリン再取り込み阻害作用がある。そのため、MAO阻害剤やSSRIなどと併用すると、中枢神経のセロトニンが蓄積され、セロトニン症候群を引き起こす恐れがある。このことから、MAO阻害剤を投与中の患者、および投与中止後14日以内の患者には投与しないこと。また、本剤投与中止後にMAO阻害剤の投与を開始する場合には、2日か3日間程度の間隔を空けることが望ましい、とされる。

### 妊婦、産婦、授乳婦等への投与
トラマドールのアメリカ食品医薬品局 (FDA)・胎児危険度分類はカテゴリー「C」である。これは、動物実験では胎児への有害作用が証明されているが、その薬物の潜在的な利益によって、潜在的なリスクがあるにもかかわらず妊婦への使用が正当化されることがありうることを意味する。
しかし、トラマドールは胎盤関門を通過し、新生児に痙攣発作、身体的依存および退薬症候、ならびに胎児死亡および死産が報告されている。また、動物実験で、トラマドールは器官形成、骨化および出生児の生存に影響を及ぼすことが報告されている。

## 乱用
推奨された用量の範囲でも継続的な使用により、身体依存が形成されうる。
2013年にイギリスの1971年薬物乱用法のクラスCに、2014年にアメリカでは規制物質法のスケジュールIVへと再分類された。他に、国内規制がある国は、モーリシャスで2000年より、オーストラリアでは2001年、イランでは2007年より、スウェーデン、ベネズエラ、ウクライナでは2008年、2009年にエジプトで、他にヨルダンとサウジアラビアである。。
モルヒネと比較して乱用性は低いとみなされているが、乱用は起こりうる。アジアと西アジアなどで医療目的でない乱用が報告されている。
身体依存や過剰摂取のリスクがあるとして、2024年より世界アンチドーピング機構より、禁止薬物リスト収載が決定した。

## 剤形
- 注 - 100 mg
- OD錠 - 25 mg / 50 mg（カプセルから口腔内崩壊錠に剤型変更された。）
- 徐放錠 - 100 mg
- 配合錠 - トラマドール 37.5 mgと、アセトアミノフェン 325mg との合剤

経口薬・坐薬・静注・皮下注・筋注・徐放剤・合剤など、幅広い方法で使用できる。